# NGC 6774
NGC 6774 est un vieil amas ouvert situé dans la constellation du Sagittaire. Il a été découvert par l'astronome britannique John Herschel en 1828.
Selon la classification des amas ouverts de Robert Trumpler, cet amas renferme entre 50 et 100 étoiles (lettre m) dont la concentration est moyennement faible (III) et dont les magnitudes se répartissent sur un intervalle moyen (le chiffre 2). La base de données WEBDA et le catalogue Lynga ne contiennent aucune information sur NGC 6774.

## Observation

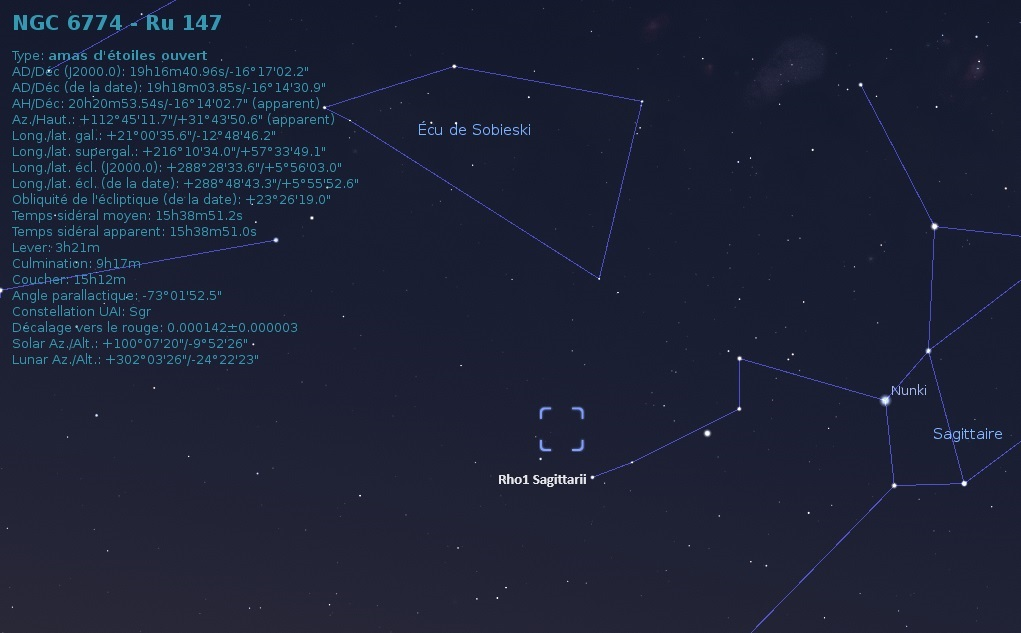
Localisation de NGC 6774 dans la constellation du Sagittaire. (Stellarium)

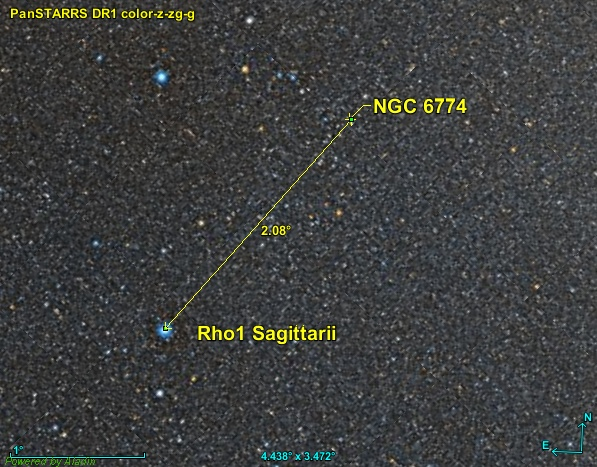
Position de NGC 6774 par rapport à une étoile.

NGC 6774 est situé à environ 2,1 degrés au nord-est de Rho1 Sagittarii, une étoile de magnitude égale à 3,92.

## Caractéristiques

### Distance
La parallaxe moyenne des étoiles de l'amas a été obtenue des mesures effectuées par le satellite Gaia. Huit valeurs différentes publiées dans de récents articles (2018 à 2022) sont indiquées sur la base de données Simbad : 3,270 ± 0,118 mas, 3,252 ± 0,118 mas, 3,272 ± 0,093 0 mas, 3,259 ± 0,115 mas, 3,250 ± 0,009 mas, 3,195 mas, 3,250 ± 0,103 mas et 3,251 6 ± 0,003 8 mas. La moyenne de ces valeurs et de leur incertitude est égale à 3,250 0 ± 0,080 0, ce qui correspond à une distance de 208 ± 8 pc (∼678 al).

### Taille

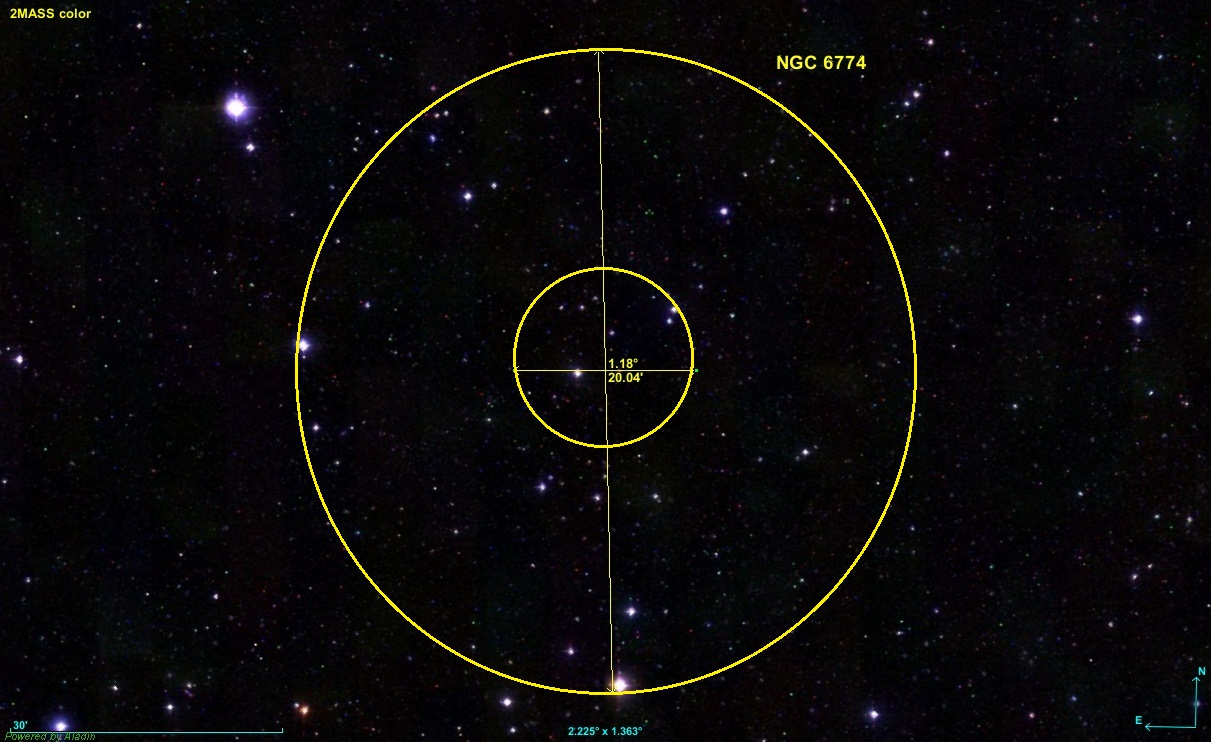
La plus petite et la plus grande dimension apparente.

Selon les sources, la dimension apparente de l'amas est comprise entre 20 ' et 78,2minute d'arc,. Ces deux possibilité sont représentées par les cercles de la figure ci-contre. Évidemment, cette dimension dépend du choix des étoiles retenues comme membre de l'amas par les auteurs.
Grâce à un calcul simple, on peut trouver la taille réelle de l'amas. En utilisant la plus grande taille apparente et la plus grande distance, on obtient la taille réelle maximale soit 23,40 al. De même en utilisant la plus petite taille apparente et la plus petite distance, on obtient la plus petite taille réelle, soit 5,40 al. De ces deux valeurs, on déduit que la taille de l'amas est égale à 14,6 ± 8,9 al.

### Vitesse
Neuf valeurs de la vitesse radiale sont indiquées sur Simbad, soit 42,18 ± 0,38 km/s, 42,280 ± 0,4 km/s, 41,07 ± 0,52 km/s, 41,993 ± 0,654 km/s, 42,40 ± 1,5 km/s, 41,84 ± 0,2 km/s, 41,79 ± 0,15 km/s, 41,0 ± 3,7 km/s, 41,1 km/s et 40,5 km/s. La moyenne de ces valeurs et de leur incertitude de cet échantillon est égale à 41,6 ± 0,93 km/s.

### Mouvement propre
Simbad indique 11 couples de valeurs pour le mouvement propre de l'amas, dont huit provenant d'articles publiés entre 2018 et 20212 sont très semblables. Les deux autres provenant d'articles publiés en 2014 et 2018 sont totalement différents et imprécis. Les valeurs des huit couples en ascension droite et en déclinaison sont :
- −0,870 ± 0,252 mas/an et −26,602 ± 0,311 mas/an[10]
- −0,942 ± 0,460 mas/an et −26,605 ± 0,637 mas/an[11]
- −0,871 ± 0,354 mas/an et −26,694 ± 0,501 mas/an[25]
- −0,970 ± 0,458 mas/an et −26,630 ± 0,640 mas/an[12]
- −0,939 ± 0,445 mas/an et −26,576 ± 0,581 mas/an[13]
- −0,939 ± 0,036 mas/an et −26,576 ± 0,049 mas/an[6]
- −0,939 ± 0,445 mas/an et −26,576 ± 0,581 mas/an[14]
- −0,973 ± 0,036 mas/an et −26,646 ± 0,038 mas/an[16]

La moyenne du mouvement propre et de leur incertitude obtenue de ces huit couples en ascension droite et en déclinaison est égale à −0,930 ± 0,311 mas/an et −26,613 ± 0,417 mas/an.
Les trois autres couples sont passablement différents et imprécis. Ces trois couples sont :
- −1,56 ± 3,50 mas/an et −2,79 ± 3,22 mas/an[26]
- −0,338 ± 0,742 mas/an et −10,758 ± 0,966 mas/an[19]
- −1,45 ± 3,40 mas/an et −4,22 ± 2,50 mas/an[18]

### Métallicité
Simbad rapporte neuf valeurs de la métallicité, soit 0,12, 0,12, 0,110, 0,053, 0,089, 0,12, 0,08, 0,16 et 0,16.
Selon ces valeurs, le pourcentage d'éléments lourds (plus lourds que l'hydrogène et l'hélium) de cet amas est compris entre de 113% (100,053) et 145% (100,16) de celui du Soleil.

### Âge
Une seule des sources consultées indique un âge très grand pour un amas ouvert, soit environ 2,5 milliards d'années

## Étoiles
Simbad montre aussi un bouton nommé Children. En cliquant sur ce bouton, on atteint une section de cette base de données qui renferme un tableau contenant plus de 10 000 entrées, dont 9 353 Children, pour NGC 6774. Cependant, des étoiles (les Children) peuvent apparaître plusieurs fois dans la deuxième colonne du tableau, d'où le nombre de liens bibliographiques qui est supérieure au nombre d'étoiles. La quatrième colonne de ce tableau indique la probabilité que l'étoile appartienne à l'amas. En cliquant sur le titre de cette colonne, on peut classer la probabilité par ordre croissant ou décroissant. En cliquant sur la désignation de l'étoile, on atteint la page de Simbad qui résume ses propriétés.
Le système binaire d'étoiles à éclipses EPIC 219394517 se trouve dans cet amas.